# フリー・ザ・ニップル
フリー・ザ・ニップル（Free the Nipple）は、2014年の同名の映画の製作準備中である2012年に活動を開始した、トップフリーダムキャンペーン。このキャンペーンは、女性が公の場でトップレスになることは性的または下品であるとされていながら、男性が同じことをするのは許可するという一般的な慣習を批判し、この違いは女性に対する不当な扱いであると主張している。このキャンペーンは、女性が公の場で乳首を露出させることは法的・文化的に受け入れられるべきであると主張している。 

## 歴史
2017年、イギリスのハルで、フリー・ザ・ニップルイベントが開催された。この日は、1920年にアメリカ合衆国憲法修正第19条が制定され、アメリカの女性に選挙権が与えられたことを記念する男女平等の日と、ゴー・トップレス・デーとしても祝われた。